# لعل
لَعل (به انگلیسی Spinel) با فرمول شیمیایی ({\displaystyle Mg{Al}_{2}{O}_{4}}) از مجموعه کانی هاست و تابناکی سبز تیره کامل دارد و نام انگلیسی آن از واژه لاتینی اسپینایا اپین اخذ شده است. به سختی در H۲SO۴ (سولفوریک اسید) حل می‌شود. MgO:28.34% ,Al۲O۳:۷۱٫۶۶٪ و ادخال‌های Fe (پلونازیت هرسینیت) Cr (کروم اسپینل - پیکوتیت) از نظر شکل بلور: اکتائدر- دودکائدر - ماکله، رنگ: بی‌رنگ - سبز - آبی - قرمز - قهوه ای، شفافیت: شفاف - نیمه کدر، شکستگی: صدفی، جلا: شیشه ای، رخ: ناقص، سیستم تبلور: مکعبی و در رده‌بندی اکسید است همچنین خاصیت مغناطیسی ندارد؛ و منشأ تشکیل آن ماگمایی - متامورفیک - مجاورتی - آبرفتی است.
همایند کانی‌شناسی (پارانژ) آن سختی - چگالی - واکنش‌های شیمیایی - اشعه Xگارنت - زیرکن - کرندوم- دولومیت- مگنتیت- گارنت- زیرکن- کرندوم است، از نظر ژیزمان بلوری - آگرگات دانه‌ای کمیاب است و بیشتر در آلمان غربی، ایتالیا، روسیه، سری‌لانکا، بیرمانی، افغانستان ،سوئد و آمریکا یافت می‌شود.

## نام
در بین پژوهشگران ایرانی معاصر و متأخر بر سر نام دقیق کانی و گوهری که بدان لعل گفته می‌شود اختلاف زیادی بوده است. گروهی آن را یاقوت، دسته ای دیگر جزو کانی‌های گروه گارنت و گروهی جزو اسپینل‌ها طبقه‌بندی کرده‌اند امّا ویژگی‌هایی که در کتاب‌های تاریخی برای لعل برشمرده شده این انگاره را تقویت می‌کند که لعل همان کانی اسپینل است.
در گذشته به علت عدم آگاهی و شناخت کافی از ترکیب شیمی و ساختار اسپینل میان یاقوت و اسپینل تفاوتی قائل نمی‌شدند و چون باهم در یک محیط زمین‌شناسی دیده می‌شدند تمایز آشکاری بجز سختی کمتر لعل نداشتند. تعیین سختی واقعی، تست پرتو ایکس باعث تمایز این دو گوهر می‌باشد. اسپینل یا همان لعل بدخشان با فرمول عمومی MgAl2O4، یک اکسید آلومینیوم و منیزیم است. یاقوت از لحاظ شیمی اکسید آلومینیوم است. لعل یا اسپینل ساختاری است که از قرن دوم در ایران کشف شده است. اسپینل همراه با کانی‌های کلسیت، دولومیت، کرندوم و گارنت دیده می‌شود. اسپینل کانی دگرگونی است. ایالت بدخشان واقع در افغانستان کنونی مهم‌ترین منبع اسپینل‌های صورتی، قرمز برای قرن‌ها بوده است.

## لعل
لَعل (نارسنگ، حجر سیلان) یکی از سنگ‌های قیمتی است.
لعل‌ها از دوره برنز به عنوان سنگ قیمتی و ساینده کاربرد داشته‌اند.
لعل واژه‌ای فارسی است و اصل آن لال بوده است. آن را در قدیم، لال، بدخشانی، بدخشی و ملخش نیز می‌نامیدند.
در لغتنامهٔ دهخدا به نقل از منابع قدیمی می‌نویسد:
سنگی ظریف با سرخی درخشنده و از یاقوت سست‌تر است. رنگارنگ است سرخ و زرد و بیشتر سبز و بنفش و بهترینش سرخ بدخشانی است.
در روزگار پیشین لعل نبوده است و بدین سبب در کتب ذکرش کمتر آمده است و پس از آن در کوه بدخشان پیدا شد. در سر راه آذربایجان نیز معدن است اما لعل آن نارسیده است و تیره رنگ و با کبودی زند، از این‌رو قیمتی ندارد.
صاحب آنندراج می‌گوید: معرّب لال، معدن آن مخفی بود تا در زمان خلافت اوایل عباسیان در ارض ختلان زلزله‌ای عظیم پدید آمده و کوه سکنان (؟) شکافته شده، کان لعل پیدا گشت و لعل را انواع می‌باشد: رمانی و پیازی و تمری و لحمی و عنابی و بقمی و ادریسی و دوشابی و لعل پیکانی و لعل عقربی و لعل قطبی و آن نگینه‌وار پهن باشد و بهترین آن عقربی است و بعد از آن پیازی و سپس تمری و رمانی و پیکانی، لعلی که آن را بر شکل پیکان تراشند و زنان آن را گوشواره سازند و ناب از صفات لعل است.
حکیم مؤمن طبیعت آن را در گرمی و سردی معتدل مایل به حرارت می‌داند.

## لعل سامری
لعل سامری یک لعل ۵۰۰ قیراطی است که بزرگ‌ترین لعل شناخته‌شده دنیاست و بخشی از جواهرات ملی ایران به‌شمار می‌رود. این لعل و لعل کوچک‌تری به وزن ۲۷۰ قیراط (۵۴ گرم) توسط نادرشاه از هند به ایران آورده شد.